# 韦科·胡赫塔宁
韦科·胡赫塔宁（芬蘭語：Veikko Huhtanen，1919年6月5日—1976年1月29日），生于维堡，芬兰男子体操运动员。他曾参加1948年夏季奥运会，共收获三枚金牌、一枚银牌和一枚铜牌。他于1976年去世，享年56岁。